# Arnebia violascens
Arnebia violascens är en strävbladig växtart som beskrevs av H. Riedl. Arnebia violascens ingår i släktet Arnebia och familjen strävbladiga växter. Inga underarter finns listade i Catalogue of Life.